# ブローニュの襲撃
ブローニュの襲撃（ブローニュのしゅうげき、Raid on Boulogne）は、ナポレオン戦争中の1804年に、イギリス海軍の一部によって、フランスのブローニュの港の要塞が襲撃されたものである。この襲撃はその当時のありきたりな戦術とは違い、海軍本部の支援を受けたアメリカ生まれの発明家、ロバート・フルトンの手になる、広範囲に及ぶ新型兵器を活用したものだった。目標はかなり高かったにもかかわらず、この襲撃が、ブローニュに停泊中のフランス艦隊に与えた物理的損害は、さほどのものではなかった。しかし、イギリス海軍の目と鼻の先にある英仏海峡を渡って、イギリス侵攻を行おうとしたフランス軍の間に、敗北主義的な意識を高めることに寄与したではあろう。

## 襲撃の前兆

### ブローニュとアルメ・ド・ラングルテル

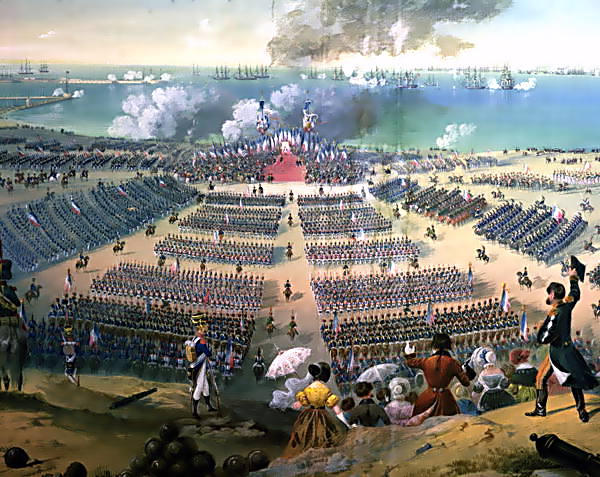
ナポレオン来訪時の、ブローニュ周辺のイギリス侵攻軍宿営地。

ナポレオンは、イギリス侵攻のために、アルメ・ド・ラングルテル（Armee de l'Angreterre）を乗艦させるための主要な港の一つとして、英仏海峡に面したブローニュを選んだ。1790年代の終わりごろから、フランス部隊を輸送するために、侵攻用の小艦隊を多くの港からイギリス侵攻に向かわせる準備は行われていたが、アミアンの和約により、この計画は棚上げされていた。英仏交戦の再開の結果、ブローニュの郊外に部隊が集められ、大規模な陸軍の宿営地が建設されて、侵攻艦隊を集める準備として港が要塞化された。ナポレオン自身、1804年の8月16日にブローニュを訪れて、部隊を閲兵し、メダルを授与した 。侵攻を成功させるための主な障壁はイギリス海軍であったが、ナポレオンは、フランス艦隊が海峡を6時間だけ制することができれば、イギリスへの航海は成り立つと公言していた。その一方で、イギリスの地上配備の防御は、10万以上にも及ぶ人数の侵攻軍を迎え撃つには、準備が十分でなく、装備も行きわたっていなかった。フランスの侵攻艦隊が海か港で破壊されでもしない限り、侵攻軍がイギリスに上陸してロンドンに進軍を始めた直後に、イギリスの南部の地域が持ちこたえられるのか疑わしかった。フランス軍が出港すると予想される出発点はわかっており、イギリス海軍がその地点で強固に海上封鎖をしていたものの、第一海軍卿のメルヴィル卿ヘンリー・ダンダスには艦が不足していた。もしフランスとスペインの連合艦隊が、封鎖地点の駐留地から少しの間でもイギリス海軍を追いやれば、フランスの侵攻は何の邪魔も受けずに成し遂げられたことであろう 。
イギリスで緊張感が高まるにつれて、著名な政治家たちが、予想される侵攻を少しでも遅らせたいという希望から、自国で停泊中のフランス軍艦を攻撃するよう提案した。しかし一方で、フランスの大西洋沿岸の港は防御工事が大急ぎで行われていた。ブローニュはもう何年も前から堅固に要塞化されており、多くのありきたりな襲撃ではすでに効果がなかった、1801年にネルソンが指揮した襲撃もしかりだった。上陸用舟艇は、数珠つなぎに投錨した軍艦が二重に取り囲んでおり、これらの艦を断崖の上に整列した砲台が守っていた。これを破るには新手の作戦が必要だった。

### イギリスの攻撃計画

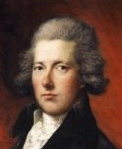
ウィリアム・ピット

この1804年を通じて、イギリス首相のウィリアム・ピットは多くの発明家やアマチュアの戦術家に会っていた。彼らは、フランスの侵攻軍が海に出る前に敵を攻撃すべく、新しくかつ奇抜な方法を提案しており、その発想の中には、港の入口に封鎖艦を沈め、夜になると、港の上に時計仕掛けで動くロケット弾を搭載した気球を打ち上げるものや、火船の艦隊を送るものもあった。1804年7月20日、ピットとホーム・ポファムはアメリカ生まれの発明家ロバート・フルトンに会った。フルトンは、フランスで潜水艦の設計に携わっていたが、自分の発明した兵器を実用化する際の、フランス海軍の興味はあまり真剣なものとは言えず、イギリスに渡って海軍本部への奉仕を申し出た。フルトンは火船と、魚雷と地雷、そしてその他の爆破装置を組み合わせた攻撃を提案し、ピットはそれに同意した。フルトンとの契約が結ばれ、彼は、その年の終わりごろにやってくるであろう攻撃を見越して、海軍本部と共に装置を作る仕事を割り当てられた。

## 襲撃準備

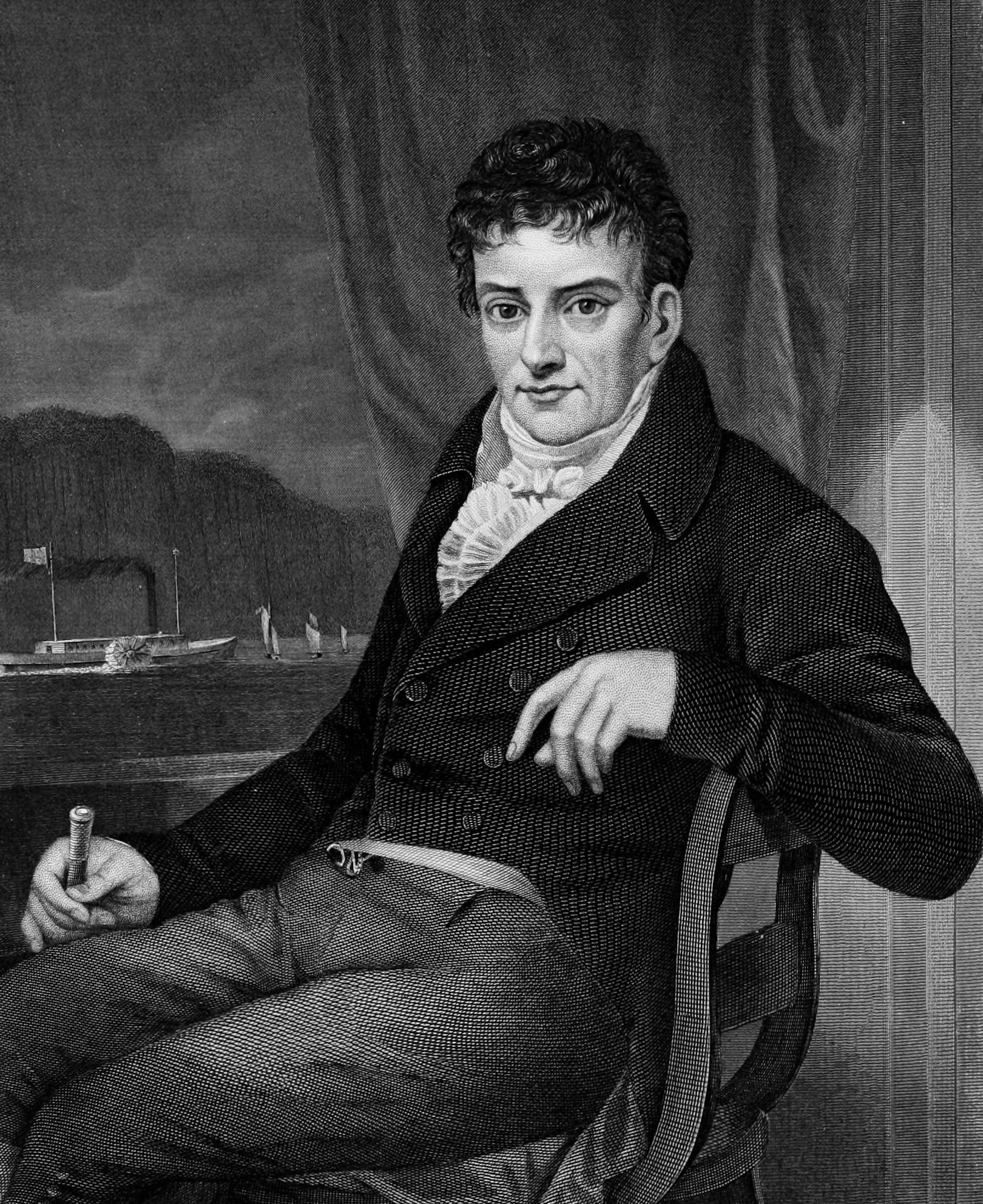
ロバート・フルトン

ナポレオンは8月27日にブローニュを発って、シャルルマーニュの墓所を訪れるためアーヘンに向かい、また妻のジョゼフィーヌと会った。陸軍はブローニュ郊外での野営を続けており、イギリスはナポレオンがブローニュを去ったのは策略であり、予期せぬ時に引き返して陸軍の指揮を執り、侵攻を始めるのではと疑っていた。その間にフリゲート艦インモータライトが、エドワード・オーエン艦長の指揮の下派遣された、この艦は、ブローニュ周辺のフランスの大西洋岸を測量するという任務を負っていた。フルトンはその後、彼の発明になる装置が出来上がったことを宣言し、10月の始めに攻撃が計画された。ポーツマスの乾ドックで仕事をしていたフルトンは、数種類の船舶と爆破装置を作っていた。トルペード・カタマランは、2艘の木製のいかだの上で釣り合いをとる仕掛けのカゴ状の装置で、櫂を漕いで動かすようになっていた。水中に低く潜って動かすために鉛の重しがついていて、これを漕ぐ者はさらに相手から身を隠すため、濃い色の服と帽子を身に着けた。この装置の漕ぎ手の役目はフランス艦に近づき、魚雷を錨鎖にひっかけて、ピンを外して爆破装置を始動させ、櫂を外し、魚雷が大爆発する前に逃げることだった。また火薬でいっぱいにした大樽と砂袋、可燃性の玉がたくさん準備された。これらは潮に乗って敵艦の艦体へ打ち上げられて接触し、爆発するものだった。また数隻の火船がイギリス軍に準備された、40バレル（約6,36トン）もの火薬を積んでおり、時計仕掛けで爆発するように準備されていた。
イギリス軍は9月の終わりにブローニュ港の外部に集結した。この作戦の総指揮官は旗艦モナークに乗艦したキース卿ジョージ・エルフィンストーンで、立会人はダンダスとフルトンだった。フルトンはこの襲撃で、最初に甲板のある艦が壊れると4万ポンド、またどんな船が壊れてもその半額の2万ポンドを、月200ポンドの俸給に上乗せするように交渉した。しかしながら、エルフィンストーンがイギリス艦の存在を隠そうとしなかったため、フランスは襲撃がそこまで来ていることに気付き、警戒した。10月2日の夜9時には、風向きと潮が頃合いと判断され、小艦隊は港へ接近し始めた。

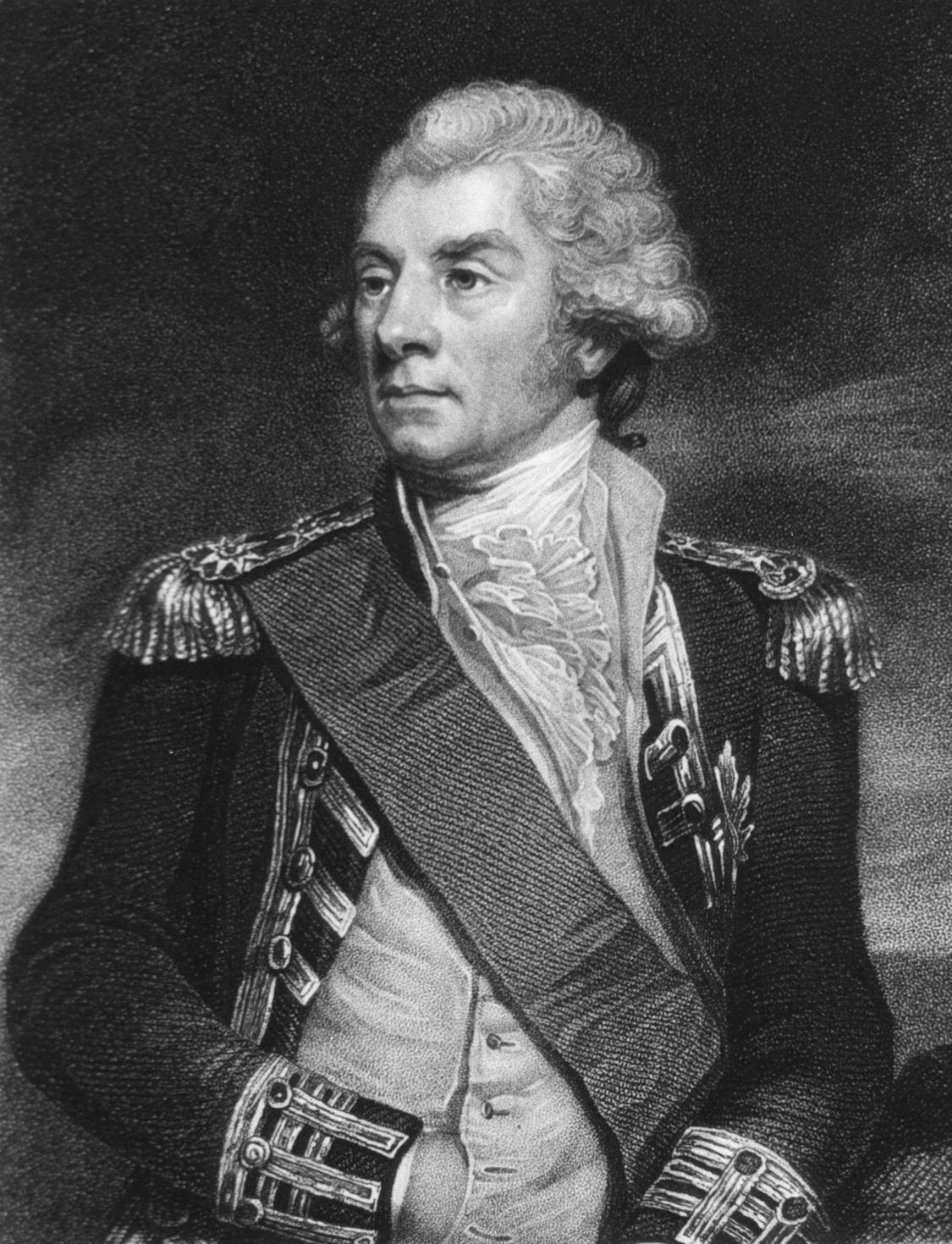
指揮官のジョージ・エルフィンストーン

## 襲撃
イギリス軍は三手に分かれて接近した。全部で18隻の火船が、何隻かのガン・ブリッグ（12門の大砲を備えたブリッグ船）に護送され、フルトンのトルペード・カタマランを伴っていた。フランスは、この規模を増やしたイギリス軍に応えて、フリゲート艦の戦列をより岸辺の方に固定させ、ピンネースを防御線に配置した。間もなくフランスの見張り役が近づいてくる艦を認め、砲撃を始めた。敵を驚かせる望みを捨て去った火船の乗員は前方に舵を取り、装置を仕掛けて艦を乗り捨てた。この戦果は見た目には華々しかったが、成し遂げられたものはわずかだった。ある火船は2隻のフリゲート艦の間で爆発し、その他の1隻はフランスの戦列の間を通り抜けて、その戦列の向こう側で爆発した。もう1隻はフランスのピンネースに止められ、ピンネースの乗員が乗り移って調べようとしたところで船は爆発し、乗員たちはその犠牲になった。また、そばにいたピンネースもこれで破壊された。この夜はこれだけが成果で、トルペード・カタマランも火薬を詰めた大樽もなんら成果を上げなかった。イギリス軍は翌朝4時までこの作戦を続けたが、強風が来たためダウンズで避難先を探さざるを得なくなった。

## 成果
この海戦は、イギリスがかかわったことに関する限り、めぼしい成果を上げられなかった。フルトンは自分の装置が正しく使われなかったと主張し、装置をもっと扱いやすくするために改良に取り掛かった。エルフィンストーンははじめからこの襲撃には懐疑的で、今回は運が悪く、また次の機会に大きな成功があるだろうと考えており、成果を得られなかったことには寛大だった。ダンダスはこの失敗を認めたが、この攻撃はフランスにパニックをもたらして、心理的な影響はあったことに言及した。フランスは、今後起こるであろう似たような攻撃を失敗させるため、防材と鎖を港の入口に一続きに張る工事に取り掛かったが、これには時間を要し、また、フランス側のものの考え方も、攻撃的なものから防御的なものへと変化した。もはや季節は冬になっていて、イギリス侵攻計画に関するすべての考えは早くても1805年の春に延期されざるをえなかった。攻撃で使われた装置の本質は、多くのイギリスの大衆の嘲笑の的になった。彼らは、こういった装置は戦争を行う上で、ずるくて卑怯なものだと考えていたからだ 。1805年9月19日に、ブローニュの艦隊に対してフルトンはこの装置を使うための新しい計画を立てた。この時はシドニー・スミスの中隊と一緒だったが、またしてもなんらめぼしい成果は上げられなかった。